# Quartz
 Quartz  é o primeiro álbum de estúdio solo do cantor brasiliense Alexandre Carlo.. Quartz  é um projeto paralelo de Alexandre Carlo vocalista da banda de reggae Natiruts.

## Antecedentes
Depois de conquistar todo o Brasil como vocalista do Natiruts e vender mais de um milhão de cópias, Alexandre Carlo apresenta seu primeiro projeto solo, "Quartz". Com uma mistura de black music, pop e MPB, Alexandre apresenta um lado musical novo e desconhecido do grande público. O projeto é repleto de composições inéditas e autorais. O primeiro single "Last Night" traz a sutileza de um amor noturno. Com ritmo dançante e suave, a canção conta com a participação do rapper Rashid. A canção teve o clipe gravado na cidade do Porto, em Portugal, e em São Paulo, e já está entre as mais tocadas de todo o Brasil. Para abrilhantar ainda mais esse projeto, Alexandre traz as participações de Ellen Oléria em "Te Beijar", de Caê du Samba em Só a Gente Sabe e do rapper Projota em Chelly.

## Lista de faixas
Alinhamento de faixas
1. Comment Allez Vous - 3:43
2. Last Night (Part. Especial Rashid) - 3:03
3. Venha Me Encontrar - 4:32
4. Cabelo De Cachoeira - 2:43
5. Eu Vim Aqui - 3:54
6. Só A Gente Sabe (Part. Especial Caê du Samba) - 4:20
7. 'Tava' Com Saudade - 3:25
8. Te Beijar (Part. Especial Ellen Oléria) - 4:12
9. Agora Que Feliz Estou - 3:41
10. Chelly (Part. Especial Projota) - 3:19